# 赤文字系雑誌
赤文字系雑誌（あかもじけいざっし）とは大学生の女性や働く若い女性などの20歳代前半ぐらいの女性を対象としたファッション雑誌。単に赤文字系と呼ぶこともある。2004年頃から使われた。

## 解説
赤字系雑誌とは具体的には『JJ』『ViVi』『Ray』『CanCam』の4誌、またはそれらに『PINKY』を加えた5誌を指す。各誌とも題字が赤またはピンクなどの赤系色であることからこの名称がつけられた。PINKYのみ創刊時（2004年）には題字を赤で表示していなかったものの、傾向や発売日が同じことから赤文字雑誌に含まれるようになった（実際に題字が赤かった号も存在する）。
5誌ともに発売日は毎月23日（日祝日の際は21日または22日）で、対象年齢は20歳前後。いずれもコンサバファッションを扱っており、また各誌ともファッション・メイク・ヘア関連のみならず、芸能、グルメ、旅行、就職、恋愛など、この年代の女性の関心の高い情報の掲載も力を入れている。目次前に各社の最新商品を紹介するコラム、目次後しばらく編集記事、後半にさしかかるとメイク・ヘア関連特集やタイアップ（記事広告）、巻末にカルチャー・読者投稿などの連載という順序で誌面が編成されることが一般的である。
その他の共通点としては、登場モデルがテレビ番組に出演することが販促活動の一環となっている点が挙げられる。
もちろんファッション誌ゆえに上質紙の使用とカラー印刷の多さが特色であり、ページ数自体も平均250 - 300ページ前後と多めであるので、これが雑誌そのものの重さ（一般的な週刊誌3冊分程度の重量である）につながっているうえ、付録としてバッグ・小物類がつくことも多い。だが、そのボリュームの割に、価格は600 - 750円以内と安価な傾向にある。この背景には、読者モデルの多用で出演料を削減できたり、数ページにわたり同一会社・ブランドの商品が掲載される記事広告、付録グッズによる宣伝などのタイアップにより、メーカーから安く衣装の貸出しを受けられるなど、制作コストを削減できることがあげられる。